# Lista de membros da Royal Society eleitos em 1689
Esta é uma lista de Membros da Royal Society eleitos em 1689.

## Fellows
- Joseph Raphson (m. 1716)
- Nicolaus Witsen (1641 -1717)
- George Moult (m. 1727)
- William Stanley (1647 -1731)